# جمال (فرقة)

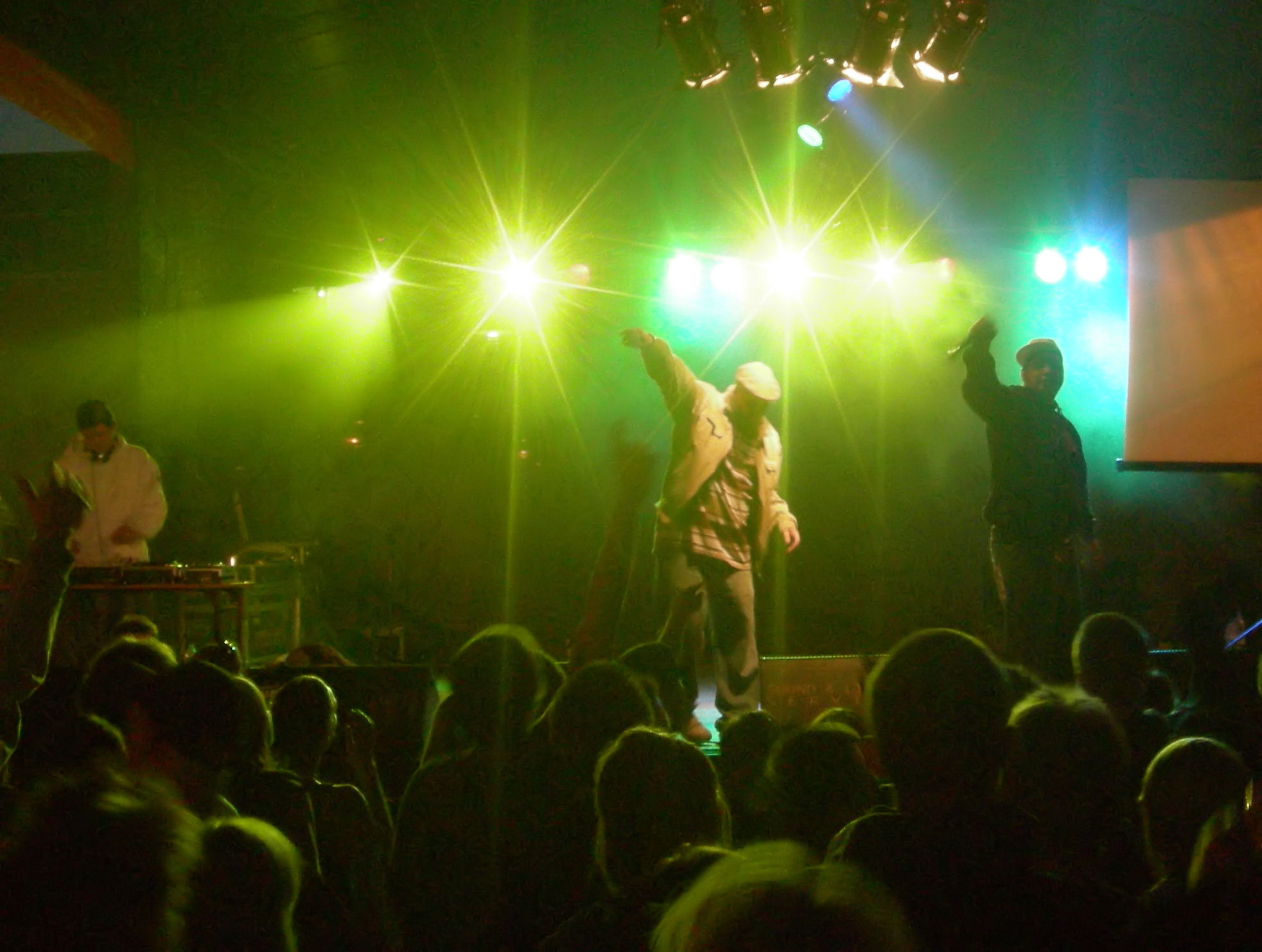
فرقة جمال.

جمال (بالأحرف اللاتينية Jamal) فرقة موسيقية بولندية تأسست عام 1999 وتتخصص في موسيقى الهيب هوب، والريغاي والدانس هول. والمغني الرئيسي للفرقة وأحد المؤسسن المهمين هو Tomasz Mioduszewski المعروف أيضا بـ "Miodu". وأصدرت الفرقة ألبومين وعددا من السينغلز ولقيت نجاحا في لائحة الأغاني البولندية، ورشح ألبوم الفرقة Rewolucje للقب أفضل ألبوم هيب هوب في بولندا لعام 2005. وللفرقة ألبوم آخر بعنوان Urban Discotheque.

## وصلات خارجية
- جمال على موقع ميوزك برينز (الإنجليزية)
- جمال على موقع ديسكوغز (الإنجليزية)
- موقع الفرقة